# Vuorijärvensaari
Vuorijärvensaari är en ö i Finland. Den ligger i sjön Vuorijärvi och i kommunen Ikalis i den ekonomiska regionen  Nordvästra Birkalands ekonomiska region  och landskapet Birkaland, i den sydvästra delen av landet, 200 km norr om huvudstaden Helsingfors. Öns area är 1,4 hektar och dess största längd är 310 meter i sydöst-nordvästlig riktning.